# Michael Herzog (Psychophysiker)

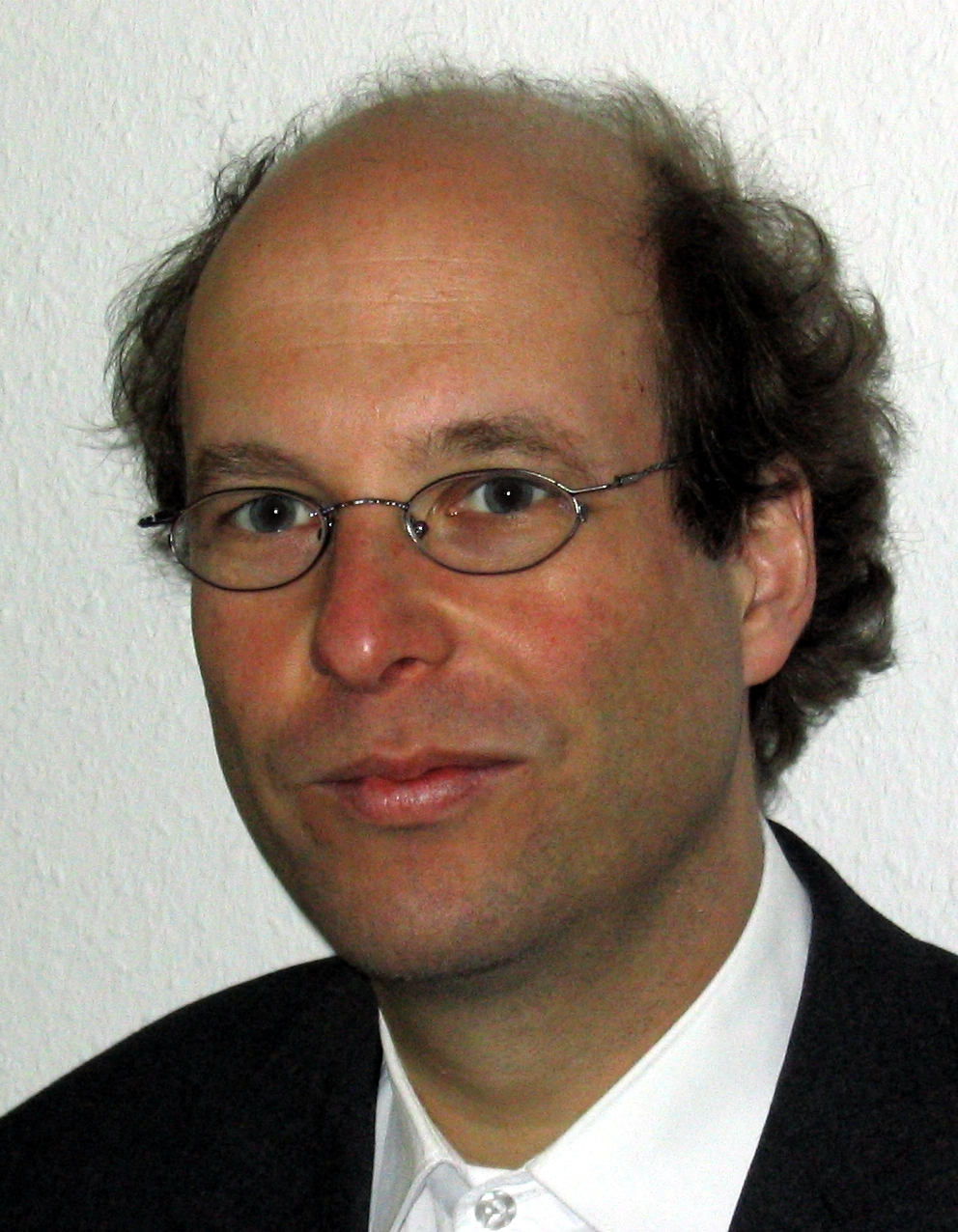
Michael Herzog

Michael H. Herzog (* 1964) ist ein deutscher Neurobiologe. Er ist Professor für Psychophysik am Brain and Mind Institute der École polytechnique fédérale de Lausanne.

## Leben
Michael Herzog studierte Mathematik, Biologie und Philosophie an den Universitäten Erlangen und Tübingen sowie am Massachusetts Institute of Technology (MIT). Im Jahre 1992 machte er in Tübingen sein Diplom in Mathematik mit einer Arbeit über „Hammingraphen und ihre Automorphismengruppen“ bei Christoph Hering. 1993 erreichte er einen Magister in Philosophie mit den Forschungsschwerpunkten „Wissenschafts- und Repräsentationstheorie“. Im Jahr 1996 wurde er an der Universität Tübingen promoviert. Von 1999 bis 2004 war er wissenschaftlicher Mitarbeiter am Institut für Neuro-Humanbiologie an der Universität Bremen. Dort fertigte er im Jahr 2002 seine Habilitation zum Thema „Figur-Grund-Segmentierung und Merkmalsbindung“ zur Erlangung der venia legendi im Fachbereich Neurobiologie an.
Seit 2004 ist Herzog Professor für Psychophysik am Brain and Mind Institute der École polytechnique fédérale de Lausanne. Sein Forschungsschwerpunkt liegt in den grundlegenden Eigenschaften visueller Wahrnehmung. Insbesondere ist er an den Prozessen interessiert, die verschiedene Eigenschaften eines Objektes in ein kohärentes Objekt zusammenbinden.
Seine Arbeitsgruppe verwendet neben den Methoden der Psychophysik vor allem Transkranielle Magnetstimulation und Elektroenzephalographie um perzeptuelles Lernen und den Einfluss von kontextueller Information sowie die Fusionierung von visuellen Eigenschaften zu untersuchen. Er ist der Entdecker des Feature-Inheritance-Effekts, bei dem Eigenschaften eines Reizes auf zeitlich nachfolgende vererbt werden (von engl. feature Eigenschaft, inherit vererben). Weiterhin forscht Herzog zu Störungen grundlegender Informationsverarbeitung bei Schizophreniepatienten.

## Schriften
- Automorphism groups of Hamming Graphs (in German), Final Thesis in Mathematics, Universität Tübingen 1992
- New Approaches to Intentionality and Representation (in German), Final Thesis in Philosophy, Universität Tübingen 1993
- Mathematische Modelle und Experimente zum perzeptuellen Lernen. Dissertation, Universität Tübingen 1996
- Figure-Ground-Segmentation, feature binding, and contextual modulation investigated with the feature inheritance and the shine-through effect. (in German) Habilitation Thesis, Universität Bremen 2002

Aufsätze
- mit Christof Koch: Seeing properties of an invisible object. Feature inheritance and shine-through. In: Proceedings of the National Academy of Sciences of the United States of America. Band 98, Heft 7, 2001, S. 4271–4275, doi:10.1073/pnas.071047498.
- mit Udo Ernst, Christian W. Eurich: Ein Kamel ist keine Palme. In: Gehirn & Geist. Band 1, Heft 1, 2002, ISSN 1618-8519, S. 11–13.